# Tangara varia
Tangara varia е вид птица от семейство Тангарови (Thraupidae).

## Разпространение
Видът е разпространен в Бразилия, Венецуела, Суринам и Френска Гвиана.